# Maják Laidunina
Maják Laidunina (estonsky Laidunina tuletorn) byl postaven v roce 1904 na ostrově Saaremaa v blízkosti Kahtla v obci Laimjala okrese Saaremaa v Estonsku. Nefunkční maják je od 7. března 2005 zapsán v seznamu kulturních památek Estonska pod číslem 27283.

## Historie
Brzy po stavbě majáku se zjistilo, že stojí na nevhodném místě, a v roce 1916 bylo jeho zařízení přeneseno na nový dřevěný maják Kübassaare na poloostrově Kübassaare. Maják uvedli znovu do provozu v období 1920–1924 a do roku 2004 se nacházel v seznamu navigačních značek jako navigační bod.

## Popis
Maják o výšce 26 metrů je zakončen obloučkovou římsou, galerií a lucernou. Přízemní kamenné patro má půdorys ve tvaru šestiúhelníku. Z tohoto patra se zvedá válcová věž z červených neomítaných cihel. Vchod je zakončen klenbou, ve dvou patrech jsou sdružená okna zdobená kamennou šambránou a parapetní římsou. Za architekta stavby je považován vojenský inženýr Alexandr Jaronit.
Maják byl osazen Fresnelovou čočkou třetího řádu ve výšce 27 m n. m. s dosvitem 11 námořních mil. Součástí majáku byl areál, který se skládal z budov obytných, technických a hospodářských, dále ze sauny, studny a sklepa.

### Data
Zdroj
- Výška světla 33 m n. m.
- Dosvit 11 námořních mil

### Označení
- ARLHS: EST-030